# HD 156284
HD 156284，又名BD+23 3070，SAO 84955、HR 6419，是一颗恒星，视星等为5.96，位于銀經45.66，銀緯30.94，其B1900.0坐标为赤經17h 11m 32.1s，赤緯+23° 30.94′ 15″。